# Pierre Reverdy
Pierre Reverdy (Narbonne, 13 september 1889 - Solesmes, 17 juni 1960) was een Franse dichter. In stijl en onderwerpskeuze kent Reverdy's werk invloed van het surrealisme.

## Leven en werk

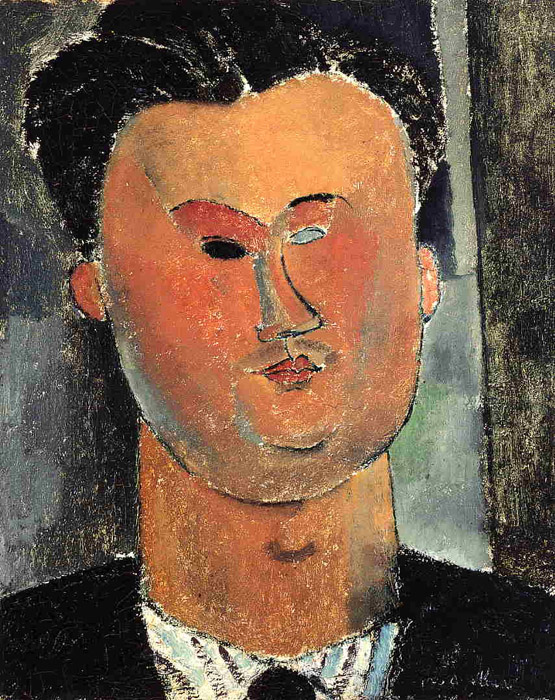
Portret van Reverdy door Modigliani (1915)

Reverdy’s leven leest als een drama. Na zijn geboorte wordt hij door de vroedvrouw aangegeven bij de burgerlijke stand als zoon van een onbekende vader en moeder. Zijn vader erkent hem in 1895; zijn moeder (die officieel nog getrouwd was met een andere man) pas in 1911.
Reverdy is een jaar daarvoor al vertrokken naar Parijs, waar hij in Montmartre de kunstenaars van de nieuwe generatie zijn vrienden mag noemen. De lijst van die vrienden en kennissen leest als een kunstcatalogus: Guillaume Apollinaire, Louis Aragon, Georges Braque, André Breton, Juan Gris, Max Jacob, Pablo Picasso, Philippe Soupault en Tristan Tzara. De eerste bundel van Reverdy (Poèmes en prose, 1915) werd geïllustreerd door de kubistische schilder Juan Gris.

## Coco Chanel
In 1917 richtte Reverdy met Guillaume Apollinaire en Max Jacob het literaire tijdschrift Nord-Sud op. Tussen 1921 en 1926 had Reverdy een relatie met mode-koningin Coco Chanel. Zijn schrijfstijl wordt herkend in de aforismen die Chanel publiceerde. Chanel en Reverdy bleven levenslang bevriend. In 1926 stapte Reverdy uit de surrealistische beweging, bekeerde zich tot het katholicisme en ging als lekenbroeder in de Abdij Saint-Pierre van Solesmes wonen, waar hij tot zijn dood in 1960 bleef wonen. Hij bleef gedichtenbundels publiceren.

## Publicaties (in Nederlandse vertaling)
- Pierre Reverdy: Het ovale dakraam. Vert. door Jan H. Mysjkin. [Bleiswijk], Uitgeverij Vleugels, 2017. ISBN 9789078627357
- Pierre Reverdy: De leien van het dak. Vert. door Rein Bloem. Amsterdam, Perdu, 1995. ISBN 90-5188-067-7
- Pierre Reverdy: 10 gedichten. Vert. door Jan van Sleeuwen. Vught, NiKa, 1993.

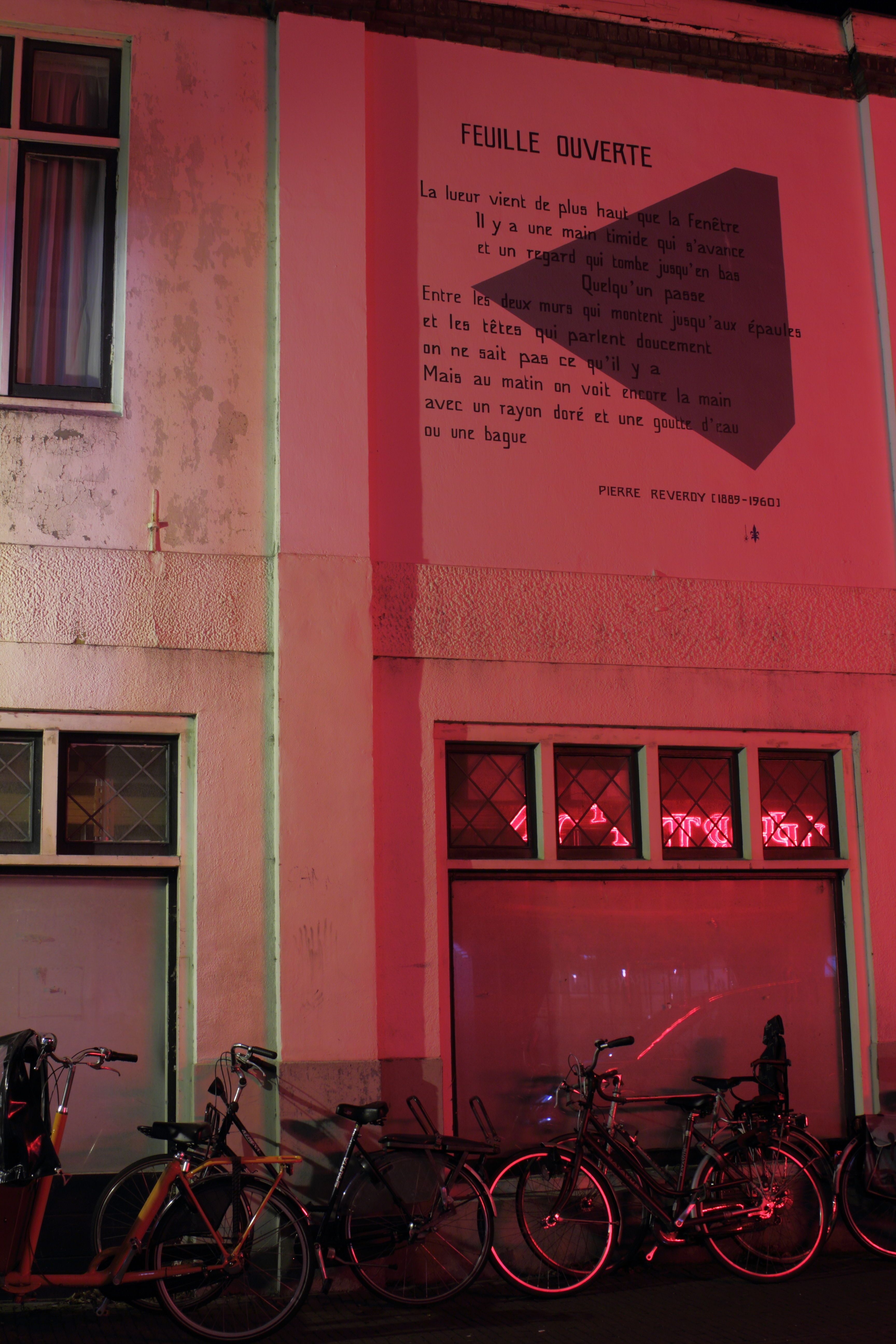
Gedicht van Reverdy op een muur in Leiden
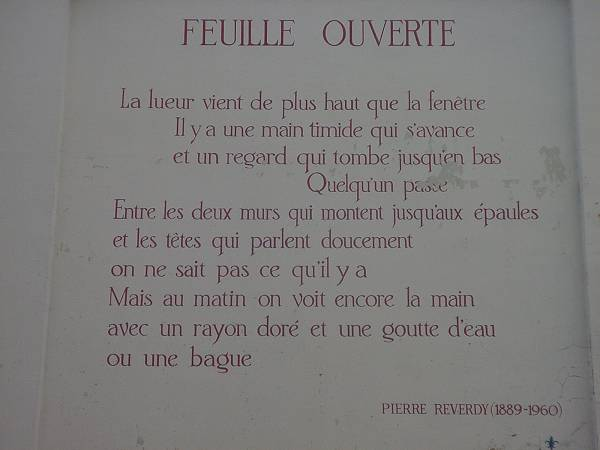
Feuille ouverte (nieuwere versie op dezelfde muur in Leiden)